# Cucuchuchut
Cucuchuchut är en ort i Mexiko.   Den ligger i kommunen Caxhuacan och delstaten Puebla, i den sydöstra delen av landet, 180 km öster om huvudstaden Mexico City. Cucuchuchut ligger 351 meter över havet och antalet invånare är 230.
Terrängen runt Cucuchuchut är lite bergig. Runt Cucuchuchut är det ganska tätbefolkat, med 207 invånare per kvadratkilometer. Närmaste större samhälle är Olintla, 9,1 km väster om Cucuchuchut. I omgivningarna runt Cucuchuchut växer i huvudsak städsegrön lövskog.